# 弗拉基米尔·阿拉富佐夫
弗拉基米尔·安东诺维奇·阿拉富佐夫（俄語：Влади́мир Анто́нович Алафу́зов，1901年6月17日（4日）—1966年5月30日）是苏联军官，海军上将。1948年被指控密谋与泄露国家机密，被捕受审。1953年斯大林去世后，在格奥尔吉·康斯坦丁诺维奇·朱可夫的干预下获得平反。